# Дуфски водопад
Дуф је водопад у Северној Македонији, налази се у близини села Ростуше.
Водопад је висок око 28 метара. Од Скопља је удаљен 125 километара. До њега се може се доћи регионалним путем Маврови Анови - Дебар који се протеже дуж реке Радика.
Водопад се налази на тешко доступном месту и постоји стаза, потребно је око пола сата пешачења да би се стигло до њега.

## Галерија
- Дуфски водопад
- Дуфски водопад
- Дуфски водопад
- Дуфски водопад
- Дуфски водопад
- Стене око водопада